# برايان جوزيف ديفيس
برايان جوزيف ديفيس هو فنان أداء كندي، ولد في 1975.

## وصلات خارجية
- برايان جوزيف ديفيس على موقع ميوزك برينز (الإنجليزية)